# Pochote
Pochote est un petit village côtier (océan Pacifique) du Costa Rica, qui comprend près de 250 habitants. Il se trouve encerclé par une mangrove (forêt de palétuviers baigant dans l'eau de mer, sorte de marais exotique) qui grignote peu à peu la terre. Son nom lui vient d'un arbre, Pachira quinata, appelé couramment pochote ou saqui-saqui.
Ce village fait partie de la Péninsule de Nicoya, et se trouve dans la baie de Tambor ou de Paquera.

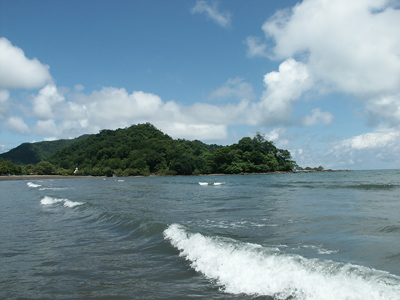
Plage de Pochote